# Brvuškovití
Brvuškovití (Mymaridae) je čeleď hmyzu z nadčeledi chalcidek, do které patří přes 100 rodů a více než 1400 druhů rozšířených po celém světě. Český název získaly podle dlouhých brv na křídlech. Všechny známé druhy brvušek jsou parazitoidy, parazitujícími na vajíčkách hmyzu. Do čeledi patří i patrně nejmenší zástupce létavého hmyzu na světě Dicopomorpha echmepterygis.
V České republice je dosud známo 30 druhů, ale skutečný počet bude výrazně vyšší; v Evropě je známo 457 druhů.

## Popis
Patří mezi nejmenší druhy hmyzu, délka těla je zpravidla do 1 mm (0,3–1,7 mm). Dlouhá tykadla přesahující polovinu těla jsou umístěna daleko od sebe, blízko složeným očím; jsou bez kroužků, u samců nitkovitá s 10–13 články, u samic s paličkou na konci a 8–11 články. Křídla jsou většinou vyvinutá, se silně redukovanou žilnatinou (žilky jsou viditelné jen u báze křídla), dlouze obrvená; přední křídla jsou na bázi často stopkovitě zúžená, zadní křídlo je zúžené. Chodidla mají čtyři (Mymarinae) nebo pět článků (Gonatocerinae). Tělo je žlutavé až černé, nikdy není kovově lesklé. První článek zadečku je často stopkatý. Larvy jsou v prvním instaru drobné a mají ocásek, později jsou zavalité.
Brvušky se vyvíjejí především ve vajíčkách křískovitých (Cicadellidae), ploštic a brouků, méně často u mšicosavých (Sternorrhyncha), vážek, rovnokřídlých, pisivek, třásněnek (Terebrantia) a dvoukřídlých.

## Využití brvuškovitých při biologické ochraně rostlin
Brvuška ostnohřbetková (Polynema striaticorne) parazituje ve vajíčkách ostnohřbetky ovocné. Samec je 1–1,1 mm velký, samice měří 1,2–1,3 mm. Zbarvení těla je tmavě hnědé až černé, stopka zadečku, báze tykadel a nohy mají světlou kresbu. Samice klade 40–65 vajíček. Přezimuje předkukla ve vajíčku hostitele. Brvuška pochází ze severní Ameriky, v 60. letech 20. stol. byla úspěšně vysazena ve vinicích v severní Itálii. Po třech letech od vysazení byla vajíčka ostnohřbetky parazitována více než z 50 % (v Gruzii 22–57 %) a do několika let po vysazení přestala ostnohřbetka škodit. V polovině 80. let 20. stol. se brvuška rozšířila i do regionů, kam nebyla vysazena a do kterých se rozšířila se stromky ze školek. V Itálii má druh tři generace v roce (v Gruzii 2–3) na rozdíl do jedné generace ostnohřbetky, čímž se zvyšuje účinnost regulace. Introdukce brvušek je nejvhodnější v jarním období, v dubnu až květnu. V ČR byla zjištěna v roce 2016 v některých sadech, kam se rozšířila patrně se stromky. Při silném výskytu může být introdukce brvušek alternativou k insekticidní ochraně.
Alaptus auranti (syn. Parvulinus auranti), Anagrus atomus, Erythmelus flavovarius a některé další druhy brvušek parazitují na štítence zhoubné (Quadraspidiotus perniciosus), která je hojným škůdcem na ovocných dřevinách
Při biologické ochraně proti sítinovce pěnišníkové (Graphocephala fennahi) lze použít vaječné parazitoidy Anagrus atomus (Linnaeus, 1767) a Stethynium triclavatum (Enock, 1909) z čeledi brvuškovití.

## Ohrožený druh
Do Červeného seznamu ohrožených druhů ČR byla jako ohrožený druh (EN) zařazena brvuška Mymar pulchellum (Curtis, 1832).